# Okręg wschodni Kościoła Zielonoświątkowego w RP

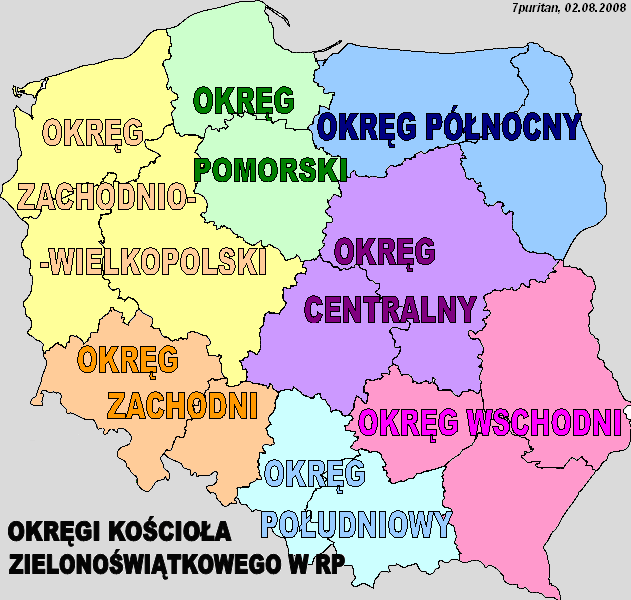
Okręgi Kościoła Zielonoświątkowego w RP

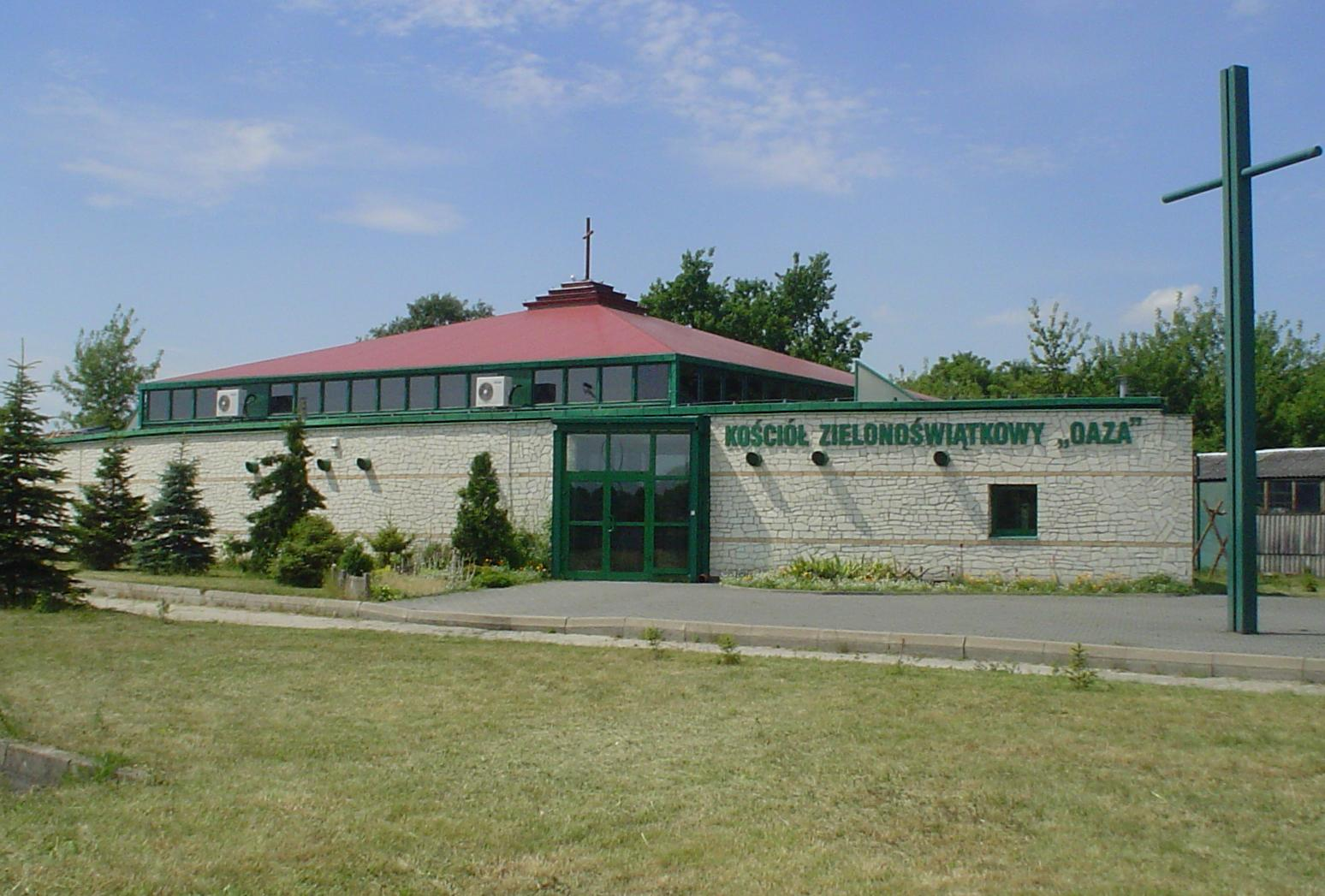
Zbór „Oaza” w Lublinie

Okręg wschodni – jeden z siedmiu okręgów Kościoła Zielonoświątkowego w RP, obejmujący województwa: lubelskie, świętokrzyskie i podkarpackie. Okręg liczy 30 zborów. W latach 2000–2020 Prezbiterem okręgowym był pastor Władysław Wigłasz. Na kadencję 2021-2024 został wybrany prezbiter Dariusz Hapoń, pastor Zboru w Mielcu.

## Zbory
Lista zborów okręgu wschodniego (w nawiasie nazwa zboru):
- zbór w Białopolu
- zbór w Brylińcach
- zbór w Brzeżawie
- zbór w Busku-Zdroju
- zbór „Dom na Skale” w Chełmie[1]
- zbór „Betel” w Dębicy
- zbór w Hniszowie
- zbór w Jarosławiu[2]
- zbór "Arka" w Jaśle
- zbór „Dobra Nowina” w Kraśniku
- zbór „Logos” w Krośnie
- zbór „Agape” w Lubartowie
- zbór „Oaza” w Lublinie
- II zbór w Lublinie
- zbór w Mielcu
- zbór „Pojednanie” w Międzyrzecu Podlaskim[3]
- zbór w Parczewie[4]
- zbór „Nazaret” w Przemyślu
- zbór „Emaus” w Rzeszowie
- zbór w Siedliszczach
- zbór „Jeruzalem” w Skarżysku-Kamiennej
- zbór w Stalowej Woli
- zbór "Betel" w Starachowicach
- zbór "Zwiastun" w Tarnobrzegu
- zbór w Terespolu
- zbór w Tomaszowie Lubelskim
- zbór w Zamościu